# ولی‌آباد (زهرای بالا)
ولی‌آباد یک منطقهٔ مسکونی در ایران است که در دهستان زهرای بالا شهرستان بوئین‌زهرا استان قزوین واقع شده‌است. ولی‌آباد ۹۰۴ نفر (۲۳۴ خانوار) جمعیت دارد.